# Hymne national du Salvador
Himno Nacional de El Salvador est l'hymne national du Salvador. Les paroles ont été écrites par le général Juan José Cañas et la musique a été composée par Juan Aberle en 1856. L'hymne a été adopté le 15 septembre 1879. Toutefois il n'a été reconnu officiellement comme hymne national par le gouvernement du Salvador que le 11 décembre 1953.

## Paroles en espagnol
Chœur
Saludemos la patria orgullosos
de hijos suyos podernos llamar;
y juremos la vida animosos,
sin descanso a su bien consagrar.
I.
De la paz en la dicha suprema,
siempre noble soñó El Salvador;
fue obtenerla su eterno problema,
conservarla es su gloria mayor.
Y con fe inquebrantable el camino
del progreso se afana en seguir,
por llenar su grandioso destino,
conquistarse un feliz porvenir.
Le protege una férrea barrera
contra el choque de ruin deslealtad,
desde el día que en su alta bandera
con su sangre escribió: ¡LIBERTAD!
Chœur
II.
Libertad es su dogma, es su guía
que mil veces logró defender;
y otras tantas, de audaz tiranía
rechazar el odioso poder.
Dolorosa y sangrienta es su historia,
pero excelsa y brillante a la vez;
manantial de legítima gloria,
gran lección de espartana altivez.
No desmaya en su innata bravura,
en cada hombre hay un héroe inmortal
que sabrá mantenerse a la altura
de su antiguo valor proverbial.
III.
Todos son abnegados, y fieles
al prestigio del bélico ardor
con que siempre segaron laureles
de la patria salvando el honor.
Respetar los derechos extraños
y apoyarse en la recta razón
es para ella, sin torpes amaños
su invariable, más firme ambición.
Y en seguir esta línea se aferra
dedicando su esfuerzo tenaz,
en hacer cruda guerra a la guerra;
su ventura se encuentra en la paz.
Chœur

## Paroles en nahuatl
Cette version en nahuatl a été chantée pour la première fois le 1er septembre 2009.
Chœur:
Tajpalulikanka tupal ne tal
Ipijpilawantiwelit tukaytiyat
Wankitalikan ne tiyul
Wan tayinak te mukwepki tik ne ujti
Pal kipiate keman musewij… musewij
Kiputzawase ipal ya nemi
Kipalewkise Petzal tet.
KitatMinami kaj te muneki
Keman netunal ku tik ne ajku panti
Wan yesyutawawasuj tamakichti
Tawawasujtamakishti tawawasuj tamakichti
Tawawasujtamakishti tawawasuj tamakichti.

## Paroles en français
Chœur
Saluons la patrie, fiers
De pouvoir nous dire ses fils;
Courageux, jurons de consacrer notre vie
Sans répit à son bien.
I.
De la paix dans le bonheur suprême,
Toujours noble a rêvé El Salvador;
Ce fut l'obtenir son éternel problème,
La conserver est sa plus grande gloire.
Et avec une foi inébranlable le chemin
Du progrès il [Le Salvador] s'empresse de suivre,
Pour accomplir son grandiose destin,
Conquérir un heureux avenir.
Le protège une barrière ferrée
Contre le choc de vile déloyauté,
Depuis le jour où sur son haut drapeau
Avec son sang écrivit : LIBERTÉ!!
Chœur
II.
La liberté est son dogme, c'est son guide
Que mille fois il réussit à défendre;
Et autant de fois, de l'audacieuse tyrannie
Repousser l'odieux pouvoir.
Douloureuse et sanglante est son histoire,
Mais louable et brillante à la fois;
Source légitime de gloire,
Grande leçon d'arrogance spartiate.
Il ne s'affaiblit pas dans sa bravoure innée,
Dans chaque homme il y a un héros immortel
Qui saura se maintenir à la hauteur
De son ancienne valeur proverbiale.
III.
Tous sont dévoués, et fidèles
Au prestige d'une belliqueuse ardeur
Avec laquelle toujours ils fauchèrent les lauriers
De la patrie sauvant l'honneur.
Respecter les droits étrangers
Et s'appuyer sur la droite raison
C'est pour elle [La Patrie], sans maladresse
Son invariable, plus ferme ambition.
Et à suivre cette ligne elle s'accroche
Consacrant son effort tenace,
À faire une rude guerre à la guerre ;
Son harmonie réside dans la paix.